# 9386 Hitomi
9386 Hitomi eller 1993 XD1 är en asteroid i huvudbältet som upptäcktes den 5 december 1993 av de båda japanska astronomerna Masanori Hirasawa och Shohei Suzuki vid Nyukasa-observatoriet. Den är uppkallad efter den japanske astronauten Takao Dois fru, Hitomi Doi.
Asteroiden har en diameter på ungefär 10 kilometer.